# Sandi Patty
Sandra Faye "Sandi" Patty (Oklahoma City, 12 luglio 1956) è una cantante statunitense, esponente di musica cristiana contemporanea.

## Discografia parziale
- 1978: For My Friends
- 1979: Sandi's Song
- 1981: Love Overflowing
- 1982: Lift Up the Lord
- 1983: More Than Wonderful
- 1983: Christmas: The Gift Goes On
- 1984: Songs from the Heart
- 1985: Hymns Just for You
- 1986: Morning Like This
- 1988: Make His Praise Glorious
- 1989: Sandi Patti and the Friendship Company
- 1990: Another Time...Another Place
- 1991: The Friendship Company: Open for Business
- 1993: Le Voyage
- 1994: Find It On the Wings
- 1996: O Holy Night!
- 1996: An American Songbook
- 1997: Artist of My Soul
- 1998: Libertad me das
- 1999: Together (con Kathy Troccoli)
- 2000: These Days
- 2001: All the Best...Live!
- 2003: Take Hold of Christ
- 2004: Hymns of Faith...Songs of Inspiration
- 2005: Yuletide Joy
- 2007: Falling Forward
- 2008: Songs for The Journey
- 2008: A Mother's Prayer
- 2009: Simply Sandi
- 2009: Christmas Live
- 2010: The Edge of the Divine
- 2011: Broadway Stories
- 2013: Everlasting
- 2014: Christmas Blessings
- 2015: Sweet Dreams: Soothing Lullabies
- 2016: Forever Grateful
- 2017:  Forever Grateful: Live From the Farewell Tour

## Premi
- Grammy Awards
  - 1984: "Best Gospel Performance by a Duo or Group" (More Than Wonderful con Larnelle Harris)
  - 1986: "Best Gospel Performance by a Duo or Group" (I've Just Seen Jesus con Larnelle Harris)
  - 1987: "Best Gospel Performance by a Duo or Group" (They Say con Deniece Williams), "Best Gospel Performance, Female" (Morning Like This)
  - 1994: "Best Pop/Contemporary Gospel Album" (Another Time...Another Place)
- GMA Dove Awards
  - 1982: "Artist of the Year", "Female Vocalist of the Year"
  - 1983: "Female Vocalist of the Year", "Inspirational Album"
  - 1984: "Artist of the Year", "Female Vocalist of the Year", "Inspirational Album"
  - 1985: "Artist of the Year", "Female Vocalist of the Year", "Inspirational Album"
  - 1986: "Female Vocalist of the Year"
  - 1987: "Artist of the Year", "Female Vocalist of the Year", "Inspirational Album"
  - 1988: "Artist of the Year", "Female Vocalist of the Year", "Song of the Year"
  - 1989: "Female Vocalist of the Year", "Inspirational Song", "Instrumental Album", "Choral Collection"
  - 1990: "Female Vocalist of the Year", "Children's Album"
  - 1991: "Female Vocalist of the Year", "Inspirational Album", "Pop/Contemporary Song"
  - 1992: "Female Vocalist of the Year", "Short-Form Music Video", "Children's Album", "Inspirational Song"
  - 1994: "Short-Form Music Video"
  - 1995: "Inspirational Album"
  - 1996: "Special Event Album"
  - 1998: "Special Event Album", "Inspirational Album"
  - 1999: "Long-Form Music Video", "Spanish Language Album"
  - 2004: inclusa nella Gospel Music Association Hall of Fame
  - 2011: "Inspirational Album"